# 乔治·米尼西尼
乔治·米尼西尼（義大利語：Giorgio Minisini，1996年3月9日—），意大利男子花样游泳运动员，2023年欧洲运动会混合双人技术自选金牌得主、集体技术自选、集体自由自选和混合双人自由自选银牌得主、集体技巧自选铜牌得主。